# Irene Adler
Irene Adler és un personatge de ficció de les històries de Sherlock Holmes escrites per Sir Arthur Conan Doyle. Apareix a la història curta Escàndol a Bohèmia, publicada el juliol de 1891. És un dels personatges femenins més notables de les novel·les de Sherlock Holmes, tot i que només apareix en una història, i en obres posteriors sovint s'ha utilitzat com a interès romàntic de Sherlock Holmes.
Irene Adler només apareix a Escàndol a Bohèmia. El seu nom s'esmenta breument a Un cas d'identitat, L'aventura del carbuncle blau i El seu últim arc.

## Biografia del personatge
Segons Escàndol a Bohèmia, Adler va néixer a Nova Jersey el 1858. Va tenir una carrera d'òpera com a contralt, actuant a La Scala de Milà, i un paper com a prima donna a l'Òpera Imperial de Varsòvia, que indica que era una cantant amb talent. Allà es convertí en l'amant de Wilhelm Gottsreich Sigismond von Ormstein, gran duc de Cassel-Felstein i rei de Bohèmia (aleshores només el príncep coronenc), que va romandre durant un temps a Varsòvia. El rei la descriu com "una coneguda aventurera" (terme molt utilitzat en l'època en associació ambigua amb "cortesana") i també diu que tenia "la cara de la més bella de les dones i la ment dels homes més decidits ". També afirma haver-se format com a actriu i que, sovint, es va disfressar d'home per “aprofitar la llibertat que dona”. El rei finalment va tornar a la seva cort a Praga, mentre que Adler, aleshores a finals dels anys vint, es va retirar de l'escenari d'òpera i es va traslladar a Londres.
El 1888, el rei de 30 anys té la intenció de casar-se amb Clotilde Lothman von Saxe-Meiningen, segona filla del rei d'Escandinàvia; el matrimoni seria amenaçat si la seva relació prèvia amb Adler sortís a la llum.

## Influències del personatge
El personatge d'Irene Adler com a intèrpret teatral que es converteix en l'amant d'un poderós aristòcrata va tenir diversos precedents. Una és Lola Montez, una ballarina i actriu andalusa que es va convertir en l'amant de Ludwig I de Baviera i va influir en la política nacional. Diversos escriptors suggereixen a Montez com a model per a Adler.
Una altra possibilitat és la cantant Lillie Langtry, l'amant d'Edward, príncep de Gal·les. Julian Wolff, fundador del Baker Street Irregulars, un grup d'acadèmics especialitzats en l'escriptura de Doyle, assenyala que era ben sabut que Langtry va néixer a Jersey (es deia el "Jersey Lily") i Adler va néixer a Nova Jersey. Langtry havia tingut després diversos amants aristocràtics i les seves relacions havien estat especulades a la premsa pública en els anys anteriors a la publicació de la història de Doyle. Una altra probabilitat és la cantant Ludmilla Stubel, la suposada amant i posteriorment esposa de l'arxiduc Johann Salvator d'Àustria.

## Relació de Holmes amb Adler
Adler guanya l'admiració sense límits de Holmes. Quan el rei de Bohèmia diu "No hauria fet una reina admirable? No és una llàstima que no estigués al meu nivell?" Holmes respon amb seguretat que Adler està realment a un nivell molt diferent del rei.
Holmes manté viva la memòria d'Irene Adler amb una fotografia seva que ella s'havia deixat deliberadament enrere quan ella i el seu nou marit van fugir amb la vergonyosa fotografia d'ella amb el Rei. Aleshores Holmes havia demanat i rebut aquesta foto del rei com a pagament del seu treball sobre el cas. A The Five Orange Pips, comenta a un client que ha estat derrotat en poques ocasions i només una vegada per una dona.
En les obres derivades, s'utilitza freqüentment com a interès romàntic per a Holmes, una partida de les novel·les de Doyle on ell només l'admirava per la seva intel·ligència i astúcia. Al seu manual de Sherlock Holmes, Christopher Redmond assenyala que "el Cànon proporciona poca base per a especulacions sentimentals o prurients sobre una connexió Holmes-Adler".

## Adaptacions

### Llibres
A les seves biografies fictícies Sherlock Holmes de Baker Street (1962) i Nero Wolfe de West Thirty-five Street (1969), William S. Baring-Gould crea un argument segons el qual Adler i Holmes es retroben després de la suposada mort d'aquest últim a les cascades de Reichenbach. Actuen a l'escenari junts d'incògnit i es converteixen en amants. D'acord amb Baring-Gould, de la unió de Holmes i Adler en neix un fill, Nero Wolfe, que seguiria els passos del seu pare com a detectiu. Irene Adler apareix com a cantant d'òpera a The Canary Trainer de 1993, on es troba amb Holmes durant els seus tres anys de mort, mentre treballa com a violinista a l'Òpera de París i li demana que l'ajudi a protegir la seva amiga i protegida no oficial, Christine Daaé, d'El fantasma de l'òpera.
La sèrie de novel·les de misteri escrites per Carole Nelson Douglas té Irene Adler com a protagonista i la presenta com l'única dona que mai ha superat Holmes. Fa una crònica de la seva vida poc abans (a la novel·la Bona nit, Mr. Holmes) i després de la seva notable trobada amb Sherlock Holmes. La sèrie inclou a Godfrey Norton com a marit defensor d'Irene; Penèlope "Nell" Huxleigh, filla d'un vicari i antiga governant que és la millor amiga i biògrafa d'Irene; i l'interès amorós de Nell, Quentin Stanhope. També hi fan aparició personatges històrics com Oscar Wilde, Bram Stoker, Alva Vanderbilt i Consuelo Vanderbilt, i la periodista Nellie Bly, entre d'altres. Als llibres, Douglas explica que la mare d'Irene era Lola Montez i el seu pare possiblement Ludwig I de Baviera.
En una sèrie de novel·les de John Lescroart, s'afirma que Adler i Holmes van tenir un fill, Auguste Lupa, i se suposa que després canvià el seu nom per Nero Wolfe.
A la novel·la El llenguatge de les abelles de Laurie R. King (2009) s'afirma que Irene Adler, que va morir quan comença el llibre, va tenir una vegada una aventura amb Sherlock Holmes i va donar a llum un fill, Damian Adler, un artista ara conegut com "The Addler".
En la col·lecció de Kim H. Krisco titulada Sherlock Holmes: The Golden Years (2014), la història A Bonnie Bag of Bones, així com les històries que la segueixen, revelen que Adler i Holmes es reuneixen de tant en tant.

### Pel·lícules
A la pel·lícula de 1946 Dressed to Kill, Adler s'esmenta al principi, quan Holmes i Watson discuteixen els esdeveniments d'Escàndol a Bohèmia.
L'any 2009 va ser interpretada per Rachel McAdams en la pel·lícula de 2009 Sherlock Holmes com una femme fatale. Adler ja no està casada amb Godfrey Norton i necessita l'ajuda de Holmes per al cas. En aquest aspecte, la pel·lícula s'allunya considerablement de l'original de Doyle, on Holmes mai no es torna a trobar amb Adler després de l'ocasió en què ella el desconcerta (i la impressiona molt). Contràriament, a la pel·lícula els dos es reuneixen moltes vegades i després tenen una aventura amorosa intensa.
McAdams va tornar a protagonitzar la seqüela de 2011 Sherlock Holmes: Un joc d'ombres en què Moriarty, considerant la seva posició compromesa pel seu amor per Holmes, l'enverina i (possiblement) la mata. En Moriarty fa malparlar a Holmes sobre l'assassinat d'Adler i Holmes jura venjança, provocant la seva batalla clàssica a les cascades de Reichenbach.

### Teatre
Irene Adler va ser interpretada per Inga Swenson al musical de Broadway, Baker Street, que va protagonitzar Fritz Weaver com a Sherlock Holmes. Segons les notes de l'àlbum del repartiment original, l'argument fa un ús extensiu de la història Escàndol a Bohèmia. Dirigida per Harold Prince, l'obra es va inaugurar al Broadway Theatre de Nova York el 16 de febrer de 1965.

### Ràdio i televisió
A la sèrie de televisió russa Las aventuras de Sherlock Holmes i el doctor Watson, Irene Adler apareix a la quarta part (1983), basada en The Sign of the Four i A Scandal in Bohemia, en què Holmes i Watson, tot esperant la nova informació sobre el seu cas actual, recorden la seva trobada amb Irene Adler.
A la pel·lícula de 1976, Sherlock Holmes a Nova York, Adler (Charlotte Rampling) ajuda Holmes i Watson a resoldre un robatori bancari organitzat per la némesis de Holmes, el professor Moriarty, després que ell prengués el seu fill com a ostatge per evitar que Holmes investigés el cas. Holmes i Watson després rescaten el noi, amb una conversa final entre Holmes i Adler a la conclusió del cas, implicant que Holmes és en realitat el pare del noi. En aquesta versió, Irene Adler no és una cantant d'òpera, sinó una actriu.
A la sèrie de televisió de 1984, de Granada TV, The Adventures of Sherlock Holmes, protagonitzada per Jeremy Brett, el primer episodi és Escàndol a Bohèmia, amb Adler interpretada per Gayle Hunnicutt.
En una altra pel·lícula de televisió del 1984, The Masks of Death, una vídua Irene Adler, interpretada per Anne Baxter, és convidada a la casa rural de Graf Udo Von Felseck (Anton Diffring), on Holmes (Peter Cushing) i Watson (John Mills) investiguen la suposada desaparició d'un príncep visitant. Tot i que Holmes inicialment la considera sospitosa, demostra la seva innocència i es converteix en una aliada.
A la ràdio, Sarah Badel va interpretar Irene Adler el 7 de novembre de 1990 a l'emissió de la BBC Escàndol a Bohèmia.
A la pel·lícula de televisió de 1991, Sherlock Holmes and the Leading Lady, Irene Adler (Morgan Fairchild) es reuneix amb un Holmes envellit (Christopher Lee) quan es produeix un assassinat durant la seva actuació a Viena. Holmes i Adler, es refereixen breument a enfrontaments passats, incloent-hi un cas força confús on Adler havia planejat de jove recuperar alguna cosa amagada a la caixa forta de Holmes. Adler també explica que va estar casada durant diversos anys (Holmes l'havia vist per última vegada en el casament anterior a la pel·lícula), fins que el seu marit va morir de malaltia dos anys abans dels esdeveniments de la pel·lícula.
En un episodi del show PBS Kids Wishbone emès al 1995, l'actriu Sally Nystuen Vahle va interpretar a Irene Adler per l'adaptació d'Escàndol a Bohèmia titulada A Dogged Espose.
Liliana Komorowska va interpretar Adler com a cantant d'òpera polonesa a la pel·lícula televisiva The Royal Scandal del 2001 de The Hallmark Channel, on Holmes era interpretat per Matt Frewer.
A la producció de la televisió de la BBC, Sherlock Holmes and the Baker Street Irregulars (2007), Irene Adler (interpretada per Anna Chancelor) és la principal vilana de la història i una de les enemigues de Sherlock Holmes.
A l'episodi 2 de la temporada 4 de la sèrie Leverage, titulat The 10 Li'l Grifters Job (2011), el personatge de Sophie Devereaux (Gina Bellman) interpreta a Irene Adler al Murder Mystery Masquerade.
A Un escàndol a Belgravia, el primer episodi de la segona sèrie de la BBC Sherlock (2012) Irene va ser interpretada per Lara Pulver, amb Benedict Cumberbatch com a Holmes. Inicialment Holmes busca recuperar fotos incriminadores que posseeix d'un enllaç entre ella i una membre femenina de la família reial. En molts sentits, aquesta versió d'Irene Adler és contrària a la del relat original de Doyle: en aquesta versió, ella no és nord-americana, sinó anglesa, mentre que l'original va ser víctima d'un processament acusat falsament d'ésser cortesana. És representada com una dominatriu coneguda que dona servei a una clientela d'alta gamma. A diferència de l'original, ella està intensament atreta per Sherlock. A la conclusió de l'episodi, se suposa que van morir per aquells que no van proporcionar la informació però, en secret, és salvada per Sherlock. També fa una aparició com una figura de la imaginació de Sherlock a l'episodi El signe dels tres. A The Lective Detective, Holmes rep un text que John identifica com a procedent d'Irene.
A la sèrie de televisió House, de MD, James Wilson explica una història sobre una pacient diagnosticada per House anomenada Irene Adler, amb la qual Gregory House estava obsessionat i es va enamorar. Al llarg de la sèrie es fan nombroses referències als llibres de Sherlock Holmes i la primera pacient de l'episodi pilot es diu Rebecca Adler.
A la sèrie de CBS Elementary, Adler no apareix la primera temporada i és esmentada per primera vegada a l'episodi Risk Risk com una antiga relació amorosa de Holmes. Més tard s'explica que aparentment va morir a les mans d'un assassí en sèrie que Holmes investigava conegut com a "M", un esdeveniment que va l'addicció de Holmes a l'heroïna. Sherlock s'enfronta més endavant a "M", que es revela que era Sebastian Moran, i se li diu que Irene no va ser assassinada per Moran, sinó pel seu patró, Moriarty. A l'episodi Gestió del risc s'explica que Irene era una restauradora d'art nord-americana que vivia a Londres. Holmes descobreix que Irene està viva, després d'haver estat presonera de Moriarty en una casa abandonada. Després de rescatar Irene, Holmes s'enfronta a un gir final de la trama a La dona i Heroïna: Irene Adler és la seva némesi, Jamie Moriarty: Moriarty va crear la identitat Irene per seduir a Holmes i, posteriorment, va falsificar la seva pròpia mort per distreure-la de descobrir les seves activitats criminals. Natalie Dormer va interpretar Adler / Moriarty als tres últims episodis de la temporada.
Al drama rus de 2013 de Sherlock Holmes, Irene Adler té un paper principal a la sèrie i és retratada per Lyanka Gryu.
Al programa de televisió japonès de titelles del 2014, Sherlock Holmes, emès a NHK (Nippon Hoso Kyokai, Corporació de Radiodifusió del Japó), Irene Adler és infermera escolar d'un internat fictici, Beeton School i l'interpreta l'actriu Rie Miyazawa.
En el capítol de la temporada cinc de The Flash titulat Goldfaced, el detectiu Sherloque Wells coneix Renee Adler (interpretada per Kimberly Williams-Paisley), la Doppelgänger de la Terra-1 i una de les seves cinc ex-dones. Més tard es demostra que és una metahumana amb possibles potències telekinètiques. En veure-ho, Sherloque es compromet a protegir-la de l'assassí en sèrie metahumà Cicada. Durant l'episodi, Sherloque també té una trobada amb quatre de les seves ex-dones, totes elles variants d'Adler.
Irene Adler apareix també a la sèrie de televisió d'anime original Case File nº221: Kabukicho, interpretada per Maaya Sakamoto.